# Hiroaki Kumon
Hiroaki Kumon (født 20. oktober 1966) er en tidligere japansk fodboldspiller.
Han har spillet for flere forskellige klubber i sin karriere, herunder Furukawa Electric og Bellmare Hiratsuka.